# Sandford-Gletscher
Der Sandford-Gletscher ist ein Gletscher an der Banzare-Küste des ostantarktischen Wilkeslands. Er mündet 40 km südsüdwestlich des Kap Morse in die Ostseite der Porpoise Bay.
Luftaufnahmen der Operation Highjump (1946–1947) dienten seiner Kartierung. Das Advisory Committee on Antarctic Names benannte ihn 1955 nach Joseph Perry Sanford [sic!] (1816–1901), Passed Midshipman auf der Porpoise bei der United States Exploring Expedition (1838–1842) unter der Leitung von Charles Wilkes.